# Bicí a spoušťový mechanismus

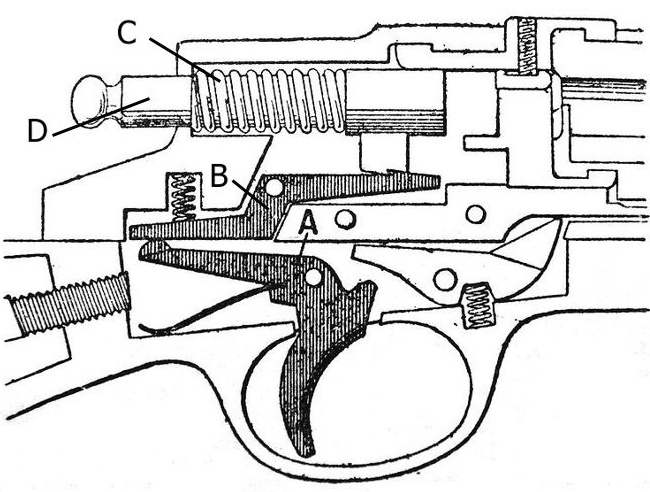
Řez zbraní ukazující bicí a spoušťový mechanismus. A: spoušť, B: spoušťová páka(záchyt úderníku), C: bicí pružina, D: úderník

Bicí mechanismus palné zbraně je mechanismus určený k iniciaci zápalky náboje nebo nábojky palné zbraně tím, že na ni udeří. Spoušťový mechanismus zbraně je mechanismus určený k ovládání bicího mechanizmu palné zbraně.

V praxi je konstrukce a funkce těchto dvou mechanismů úzce propojena.

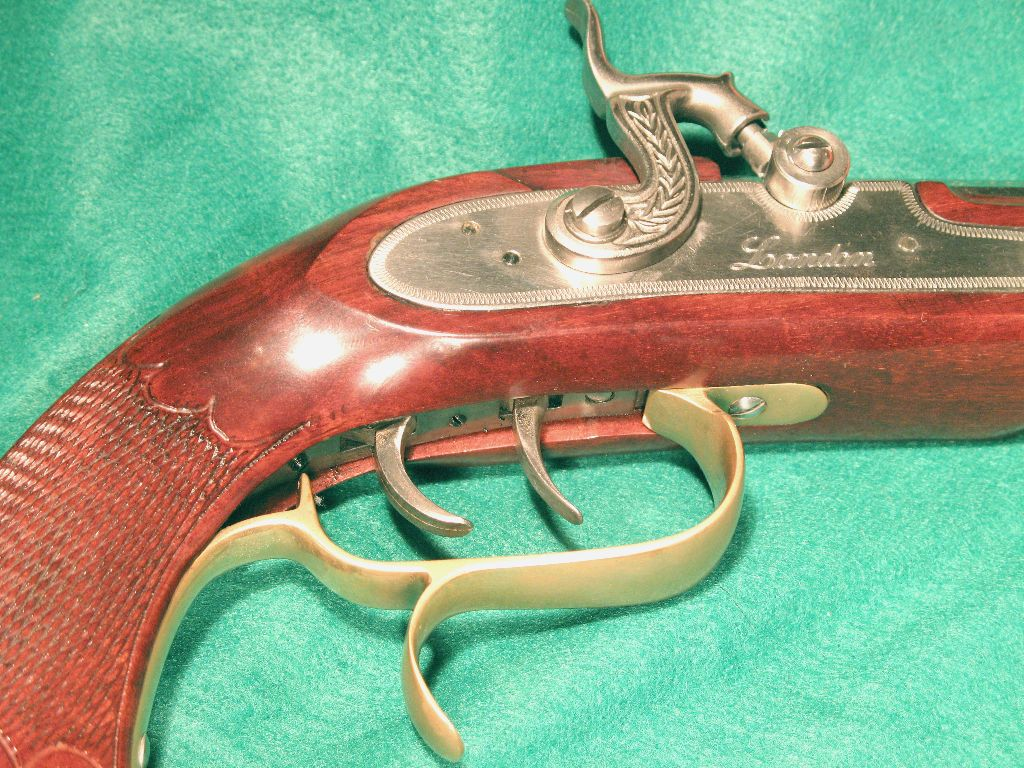
Vnější viditelné části spoušťového mechanismu historické zbraně. Funkci bicího mechanismu zde plní perkusní zámek

## Historický vývoj
Historicky nejstarší známé palné zbraně se odpalovaly přímým zapálením prachu na pánvičce. Odtud byla prostřednictvím otvoru v hlavni nazývaného zátravka zapálena výmetná náplň.
Následně byl vyvinut mechanismus, který tuto činnost zjednodušoval a umožnil střelci soustředit se na míření zbraně. Tento mechanismus je nazýván zámek. Postupně bylo zkonstruováno několik typů zámků. Se zavedením jednotného náboje byly zámky nahrazeny bicím mechanismem.
Jednotlivé zámky v pořadí jejich vynalezení a zavedení do praxe:
- doutnákový zámek,
- kolečkový zámek,
- křesadlový zámek a
- perkusní zámek.

Poslední konstrukce, perkusní zámek, se již blíží svou funkcí a principem bicímu mechanismu. K zážehu ale stále dochází mimo hlaveň (respektive nábojovou komoru) zbraně.

## Konstrukce

### Bicí mechanismus
Části bicího mechanizmu:
- úderník
  - přímoběžný úderník
  - otáčivý úderník
    - kohout
    - kladívko
- bicí pružina
- zápalník
- záchyt úderníku

Na konkrétních zbraních se konstrukce bicího mechanizmu mírně liší. Běžné je například spojení zápalníku a úderníku, při kterém je zápalník tvořen výstupkem na úderníku. Bicí mechanismus může být také ovlivněn konstrukcí pojistek zbraně. Například pojistka typu převodní kulisa je vytvořena tak, že bez její aktivace úderník nedosáhne na zápalník. Tento druh pojistky je používán na revolverech. Jako zástupce lze uvést Colt Police Positive.

### Spoušťový mechanismus
Základní součástí spoušťového mechanismu je spoušť zbraně. To je součástka kterou ovládá přímo střelec a pomocí které odpálí výstřel střelné zbraně. Ta část spouště zbraně která je obvykle viditelná a které se střelec dotýká se nazývá jazýček spouště.
V nejjednodušším případě může mít spoušť přímo výstupek, který tvoří záchyt úderníku. tento výstupek pak přímo uvolňuje natažený bicí mechanismus. V jiných případech spoušť působí na spoušťovou páku. Spoušťová páka je potom součástka, která plní funkci zachycení úderníku.

## Funkce

### Bicí mechanismus
Úkolem bicího ústrojí je mechanicky udeřit na zápalku náboje. Energii pro tento úder dodává bicí pružina, která působí na úderník.
Bicí mechanismus má dva krajní stavy. Natažený mechanismus má v pružině akumulovanou energii pro úder na zápalku. Po natažení je bicí pružina stlačena úderníkem a v této poloze je držena záchytem úderníku. V nenataženém stavu je tato pružina uvolněna.
Natažení bicího mechanismu je prováděno buď samostatně, nebo může být spojeno s nabíjením náboje do nábojové komory. Toto spojení může být provedeno různým způsobem. U samonabíjecích zbraní bývá bicí mechanismus natažen při pohybu závěru vzad. U ručně nabíjených zbraní může být natažení bicího mechanismu spojeno se zlomením zbraně při otevření lůžkového závěru.
V případech, když je natahování bicího mechanismu spojeno s nabíjením náboje do nábojové komory je u některých zbraní následně umožněno bicí mechanismus samostatně uvolnit. Náboj tak zůstane připravený v nábojové komoře zbraně a zároveň je zbraň více zabezpečena proti nechtěnému výstřelu tím, že bicí mechanismus není natažen. Obvykle jde o zbraně které mají úderník proveden jako kohout. Takovéto uvolnění bicího mechanismu je nazýváno vypuštění kohoutu (v angličtině decocking). Zabránění nežádoucímu výstřelu při vypouštění kohoutu brání některé pojistky zbraně.
Následné natahování bicího mechanismu zbraně po vypuštění kohoutu může střelec dělat buď ručně pomocí palečníku, nebo u moderních zbraní často pomocí spouště zbraně.

### Spoušťový mechanismus
Základní funkce spouště společná pro všechny zbraně je uvolnění napnutého bicího mechanizmu.
Další funkcí spoušťového mechanismu bývá odblokování různých automatických pojistek zbraně. Manuální pojistka zbraně může blokovat pohyb spouště. Ale ve zbrani mohou být další automatické pojistky, které jsou postupně vyřazovány tím jak je spoušť tisknuta, nebo jsou vyřazeny právě až při úplném stisknutí spouště.
V případě, že bicí mechanismus zbraně není při spuštění zbraně napnutý, mohou některé spoušťové mechanismy provádět i napínání bicí pružiny. Je vyvinuto několik systémů kde spoušť zbraně úplně, nebo částečně natahuje bicí mechanismus. Tyto funkce popisuje článek spoušť zbraně.

## Ladění spouště

### Odpor spouště
Při stisku spouště překonává střelec sílu nazývanou odpor spouště. Odpor spouště je dán součtem sil pružin které je potřeba překonávat při stisku spouště před výstřelem a také třením součástí spoušťového, bicího a případně i pojistných mechanismů které se v dané konstrukci musí pohybovat pro iniciaci výstřelu.
V principu má odpor spouště dva limity. Příliš nízký odpor spouště může vést k nežádoucímu samovolnému výstřelu při manipulaci se zbraní například působením setrvačných sil působících na součásti mechanismu. Příliš velký odpor spouště může vést k tomu, že střelec při spuštění pohne zbraní a nezasáhne cíl. Tento nechtěný pohyb je nazýván stržení zbraně. Proto je potřeba najít optimální odpor spouště, který je bezpečný pro daný účel a zároveň vyhovuje individuální povaze střelce.

### Délka spuštění
Je dráha spouště kterou jazýček urazí v místě kde ho střelec ovládá před tím, než dojde k uvolněn bicího mechanismu zbraně.

### Napínáček spouště
Je zařízení které snižuje odpor spouště a brání tak stržení zbraně. Napínáčky bývají používány u některých loveckých kulovnic. I u spoušťového mechanismu s napínáčkem může střelec použít spoušť přímo s tím, že spoušť má svůj určitý odpor. V případě, že střelec nejdříve stiskne napínáček, může iniciovat výstřel už jen lehkým dotykem na spoušť. V důsledku použití napínáčku je odpor spouště významně nižší.
Pro lovecké účely se nejčastěji používají následující typy napínáčků.
- Francouzský napínáček u kterého je aktivace funkce provedena posunem jazýčku spouště dopředu.
- Německý napínáček vypadá jako dvě spouště za sebou. Zadní jazýček ovládá napínáček a přední jazýček je vlastní spoušť.